# Xing'an, Guilin
Xing'an är ett härad i Gulins stad på prefekturnivå i den autonoma regionen Guangxi i sydligaste Kina.